# Kuzma
Kuzma (Hongaars: Kozma; Duits: Bonisdorf) is een zelfstandige gemeente in Slovenië en ligt nabij het Sloveens-Oostenrijks-Hongaarse drielandenpunt. In 2004 telde de gemeente 1838 inwoners. De gemeente bestaat uit de volgende woonkernen: Kuzma, Dolič, Gornji Slaveči, Matjaševci en Trdkova.
In de gemeente woont ook een gemeenschap van de Roma. Een andere bijzonderheid van de bevolkingssamenstelling in Kuzma is het voor Noordoost-Slovenië kenmerkende groot aandeel protestanten.
Kuzma heeft een botanische tuin die ook voor kinderen ("ontdekkingsreis door de tuin") is ontsloten. Hier bevinden zich ook nog enige overblijfselen uit de tijd dat Hongarije en Joegoslavië van elkaar gescheiden werden door het IJzeren Gordijn (wachttorens e.d.). Daarnaast ligt in de gemeente een herinneringspark, waarin aan de Sloveense onafhankelijkheidsstrijd wordt herinnerd.
De lokale architectuur krijgt tegenwoordig veel aandacht, meerdere oude boerderijen zijn in oude staat behouden (inclusief inrichting). De gemeente telt twee kerken, een evangelische kerk in Gornji Slaveči en een katholieke in Kuzma. Beide gebouwen zijn recent en dateren uit de periode tussen 1863 en 1904.
In Dolič staat een voor Prekmurje typische klokkentoren. Dit soort torens werd van oudsher gebouwd om de omgeving te kunnen waarschuwen voor gevaar. Ze hebben in tegenstelling tot andere regio's in Slovenië, waar ze anders dan hier deel uitmaken van het kerkgebouw, geen functie voor de kerkgang.

## Plaatsen in de gemeente
Dolič, Gornji Slaveči, Kuzma, Matjaševci, Trdkova
Apače · Beltinci · Cankova · Črenšovci · Dobrovnik · Gornja Radgona · Gornji Petrovci · Grad · Hodoš · Kobilje · Križevci · Kuzma · Lendava · Ljutomer · Moravske Toplice · Murska Sobota · Odranci · Puconci · Radenci · Razkrižje · Rogašovci · Šalovci · Sveti Jurij · Tišina · Turnišče · Velika Polana · Veržej
1. ↑  "Prebivalstvo po starosti in spolu, občine, Slovenija, polletno". Statistični urad Republike Slovenije. Geraadpleegd op 18 april 2021.